# Rachowiec
Rachowiec (954 m) – szczyt w Grupie Wielkiej RaczyBeskidzie Żywiecko-Kisuckim. Znajduje się w bocznym grzbiecie, który odgałęzia się w kierunku wschodnim od punktu zwornikowego o nazwie Gomułka, położonego w głównym grzbiecie po południowej stronie Przełęczy Zwardońskiej i poprzez Mały Rachowiec biegnie do Rachowca. W zachodnie stoki grzbietu Rachowca wcinają się doliny potoków uchodzących do Raztoka, największy z nich to Płaszczyna, w północno-wschodnie potoki uchodzące do Czernej, w południowo-wschodni potok Rachowiec.
Szczyt nie jest porośnięty lasem, dlatego rozpościera się z niego widok na Wielką Raczę, Rycerzową, Będoszkę i Muńczoł, a także na Małą Fatrę.
Na Rachowcu znajduje się najdłuższy w okolicy (1200 metrów) orczykowy wyciąg narciarski (narciarze upodobali sobie górę już w okresie międzywojennym). W sezonie 2012/2013 na zachodnim zboczu Rachowca, niewybitnego wzniesienia Mały Rachowiec (840 m) uruchomiono pierwszą w rejonie Zwardonia kolej krzesełkową w Stacji Narciarskiej Zwardoń Ski.
Mimo oddalenia od innych szczytów, z powodu bliskości Zwardonia Rachowiec jest popularny zarówno wśród miłośników nart, jak i turystów pieszych.
Rachowiec znajduje się w granicach miejscowości Rycerka Górna w województwie śląskim, w powiecie żywieckim, w gminie Rajcza. W regionalizacji fizycznogeograficznej Polski według Jerzego Kondrackiego Grupa Wielkiej Raczy zaliczana jest do Beskidu Żywieckiego, w nowszej polskiej regionalizacji z 2018 roku do Beskidu Żywiecko-Kisuckiego. Na północnym, zalesionym stoku znajduje się rezerwat „Butorza” z wiekowym borem świerkowym oraz ostoją zwierzyny.
Na szczyt Rachowca prowadzi szlak turystyczny. Na szczycie jest platforma widokowa

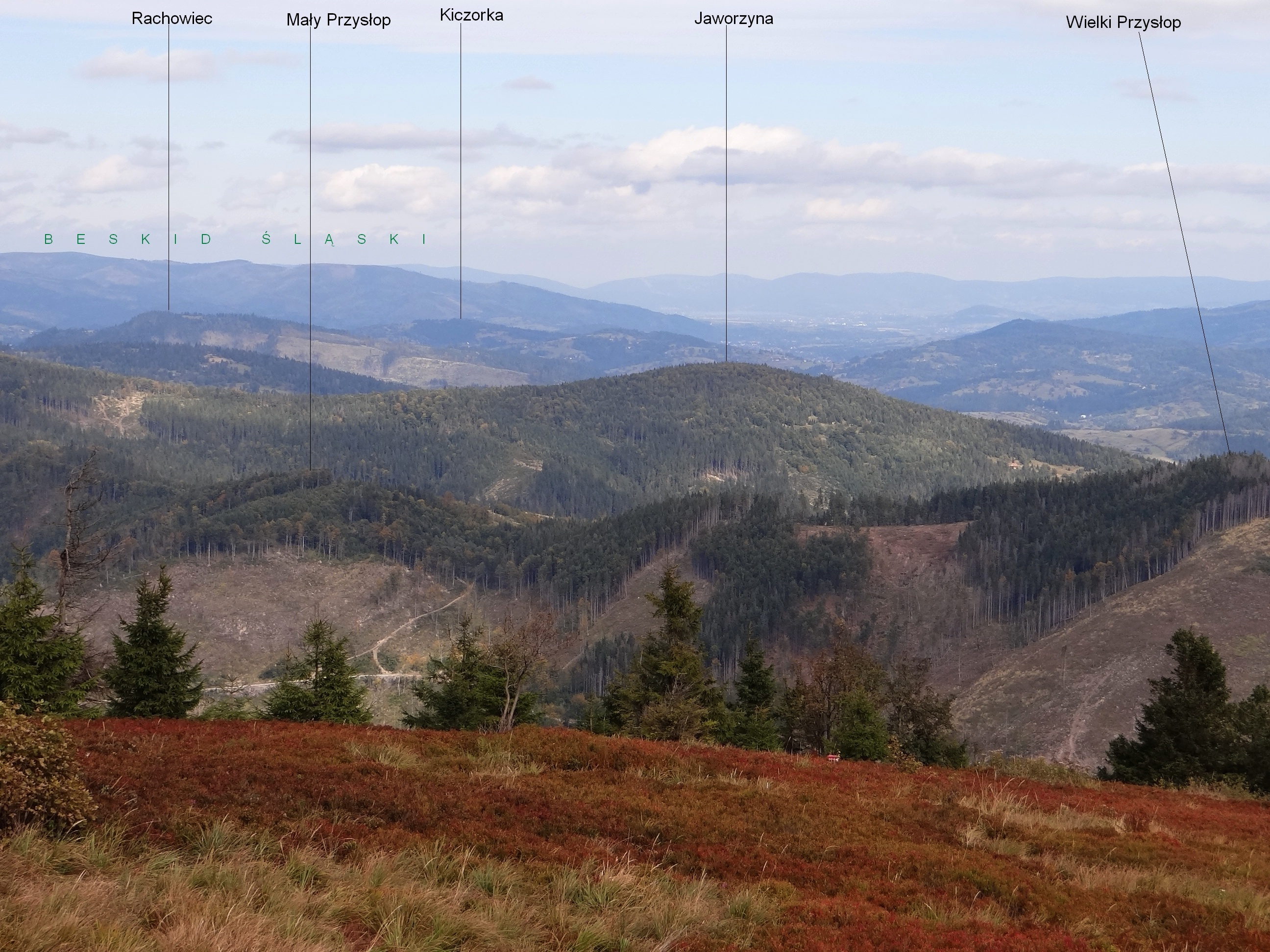
Widok z Wielkiej Raczy
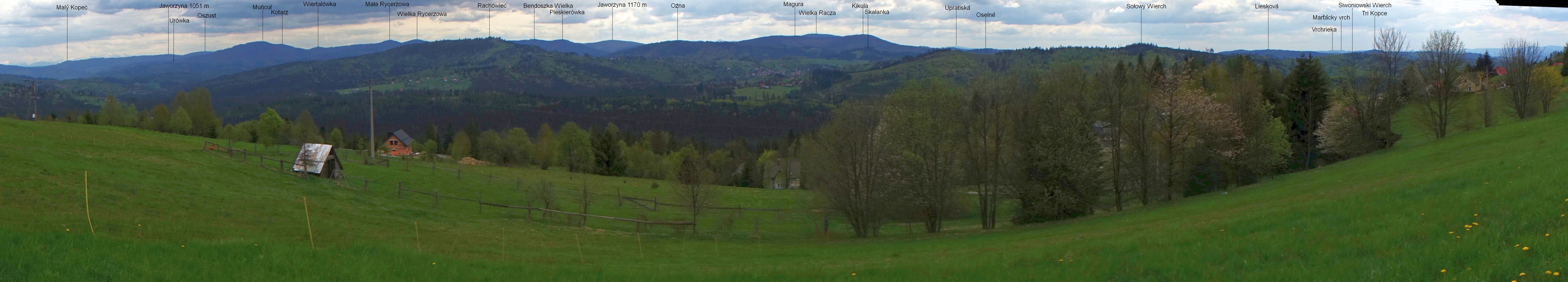
Widok na Rachowiec z Koniakowa
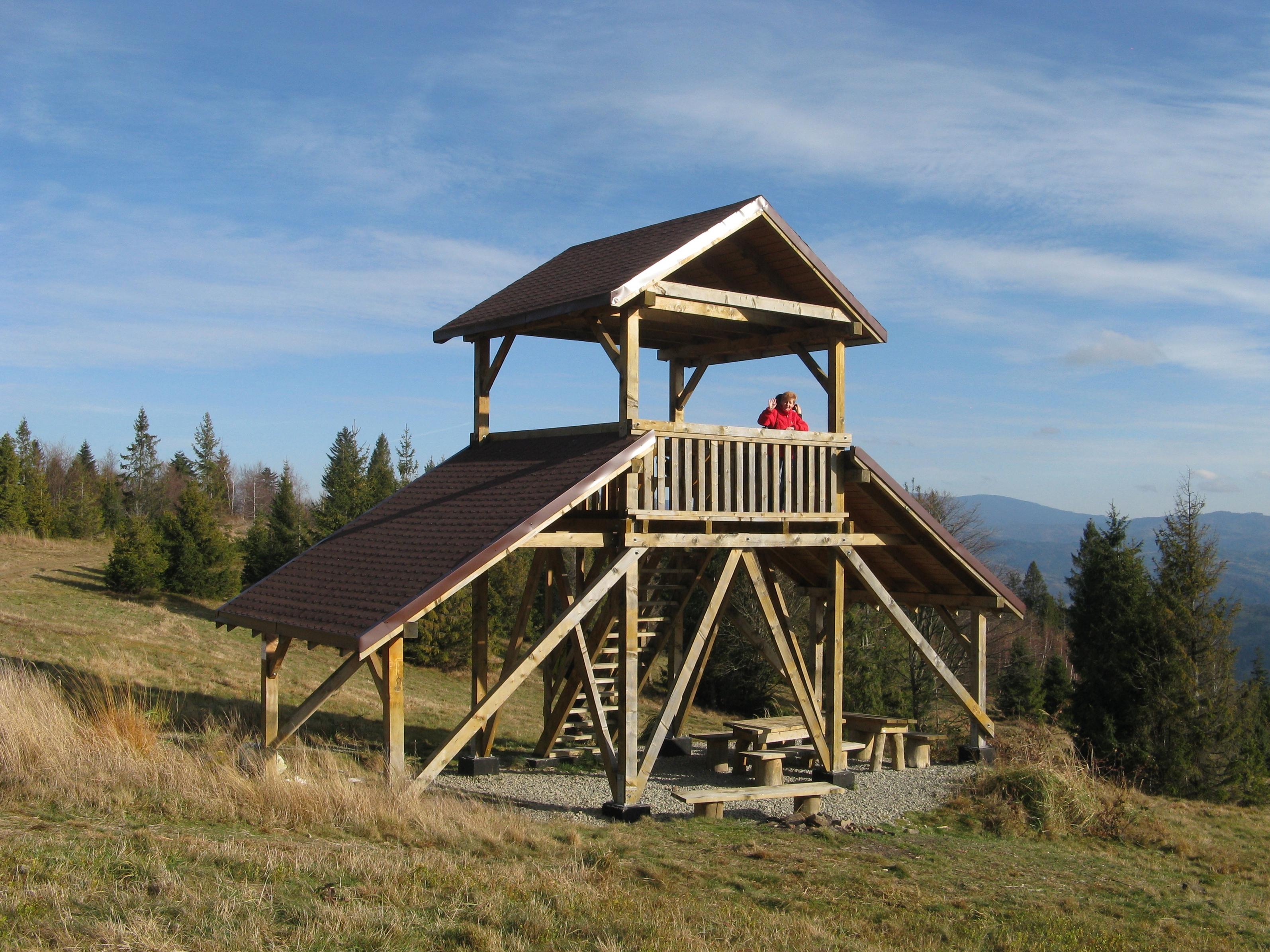
Platforma widokowa na szczycie

## Szlaki turystyczne
Zwardoń – Rachowiec – stacja kolejowa w Soli.